# Jeserzer See

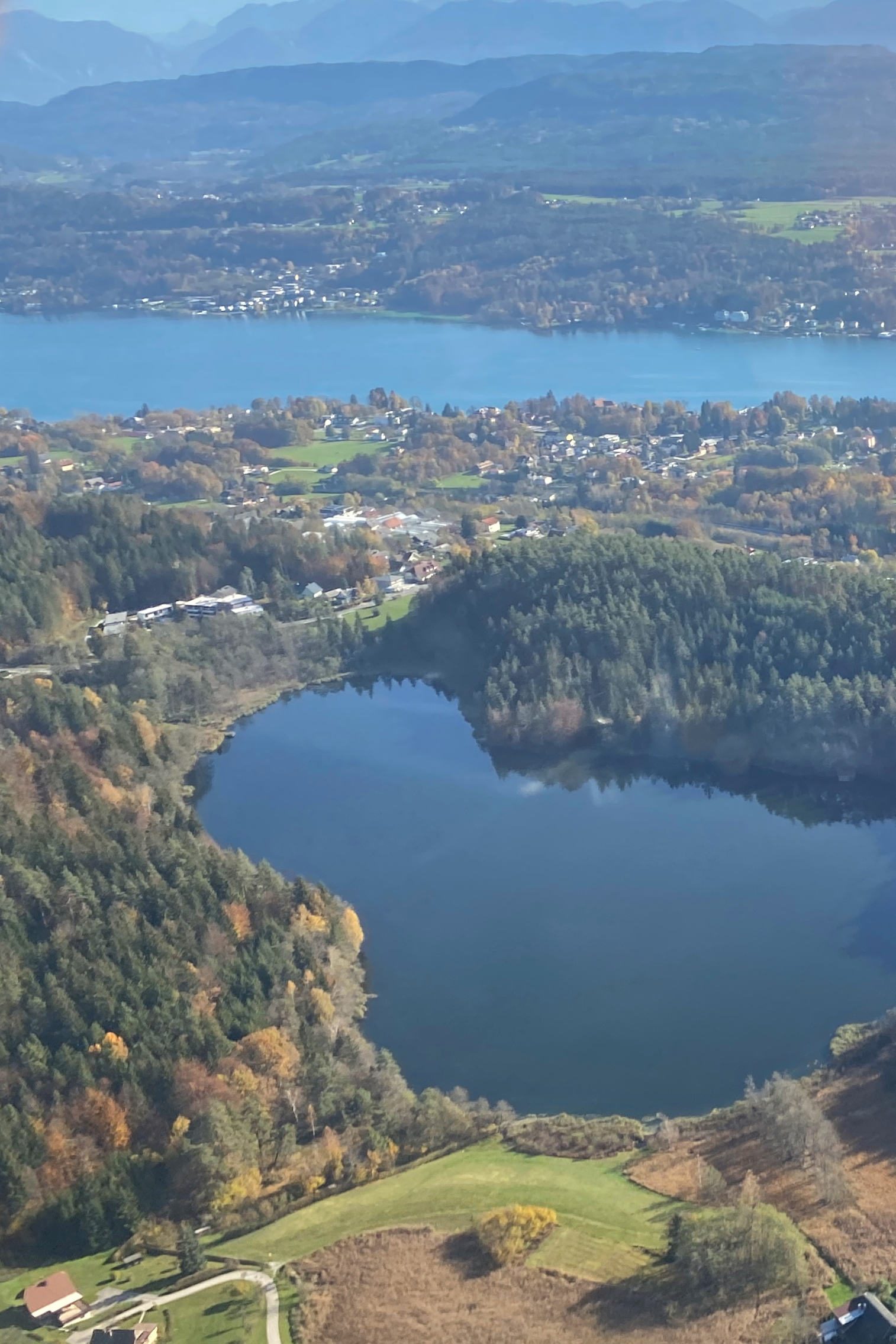
Luftaufnahme des Jeserzer Sees (Vordergrund) und des Wörthersees (Hintergrund)

Der Jeserzer See oder Saisser See (slowenisch Zajzersko jezero) ist ein auf dem Höhenrücken nördlich des Wörthersees gelegener See auf dem Gemeindegebiet von Velden am Wörther See. Er ist Mittelpunkt des Landschaftsschutzgebietes Jeserzer See.

## Beschreibung
Der See liegt in einer Höhe von 593 m und ist 13,3 Hektar groß. Er liegt in einer moorigen Senke über altkristallinem Gestein. Die umliegenden Kuppen sind bis 693 m hoch. Der See hat eine maximale Tiefe von 6,6 Metern. Als Zuflüsse dienen nur einige kleine Rinnsale, weshalb der See nur schwach durchflossen ist und die Wassertemperaturen im Sommer über 25 °C erreichen. Der Jeserzer See ist daher als Badesee beliebt. Das Wasser ist leicht bräunlich, dies ist auf die umliegenden Moorflächen zurückzuführen.
Der See hat eine gut ausgebildete Unterwasservegetation. In 1,5 bis 4,5 Meter Tiefe herrschen Armleuchteralgen vor, die einen geschlossenen Teppich bilden. In den seichteren Teilen wachsen Tausendblatt, im Westuferbereich Krauses Laichkraut. Die Weiße Seerose kommt vereinzelt vor. Die Uferbereiche sind vorwiegend naturbelassen und von Schneiden-Ried und Schilf bestanden. Beim Abfluss am Nordufer wachsen Schwarz-Erlen. Das Ufer wird an vielen Stellen von einem Schwingrasen gebildet, in dem auch Torfmoose und Sonnentau wachsen.
Die beiden Namen Saisser- bzw., jünger, Jeserzer See gehen beide mit unterschiedlichen Entlehnungszeiten auf slow. jezero 'der See' zurück; die erstere Form Saisser sowie die berühmte Seisera-Alm über dem Kanaltal drücken die Bedeutung 'hinter dem See' aus: *za-jezer[om], die zweite Form ist vom Ortsnamen (Ober-)Jeserz gebildet.

## Landschaftsschutzgebiet
Der Jeserzer See wurde im Jahr 1970 mit den umliegenden Flächen zum Landschaftsschutzgebiet erklärt, das ganze Gebiet umfasst 112 Hektar.

## Tiere im Jeserzer See
Im Jeserzer See kommen folgende 11 Fischarten vor:
- Barsch (Perca fluviatilis)
- Bitterling (Rhodeus sericeus amarus)
- Forellenbarsch (Micropterus salmoides)
- Güster (Abramis bjoerkna)
- Hecht (Esox lucius)
- Karpfen (Cyprinus carpio)
- Laube (Alburnus alburnus)
- Rotauge (Rutilus rutilus)
- Rotfeder (Scardinius erythrophthalmus)
- Schleie (Tinca tinca)
- Wels (Silurus glanis)

Aus der artenreichen Fauna sind auch die lebendgebärende Sumpfdeckelschnecke und die Große Teichmuschel zu nennen.

## Belege
- Helmut Hartl, Hans Sampl, Ralf Unkart: Kleinode Kärntens. Nationalparks, Naturschutzgebiete, Landschaftsschutzgebiete, Naturdenkmale. Kärntner Druck- und Verlagsgesellschaft, Klagenfurt 1993, ISBN 3-85391-092-0, S. 102.